# Erica lusitanica
El  brezo de Portugal  (Erica lusitanica) es un arbusto de la familia de las ericáceas.

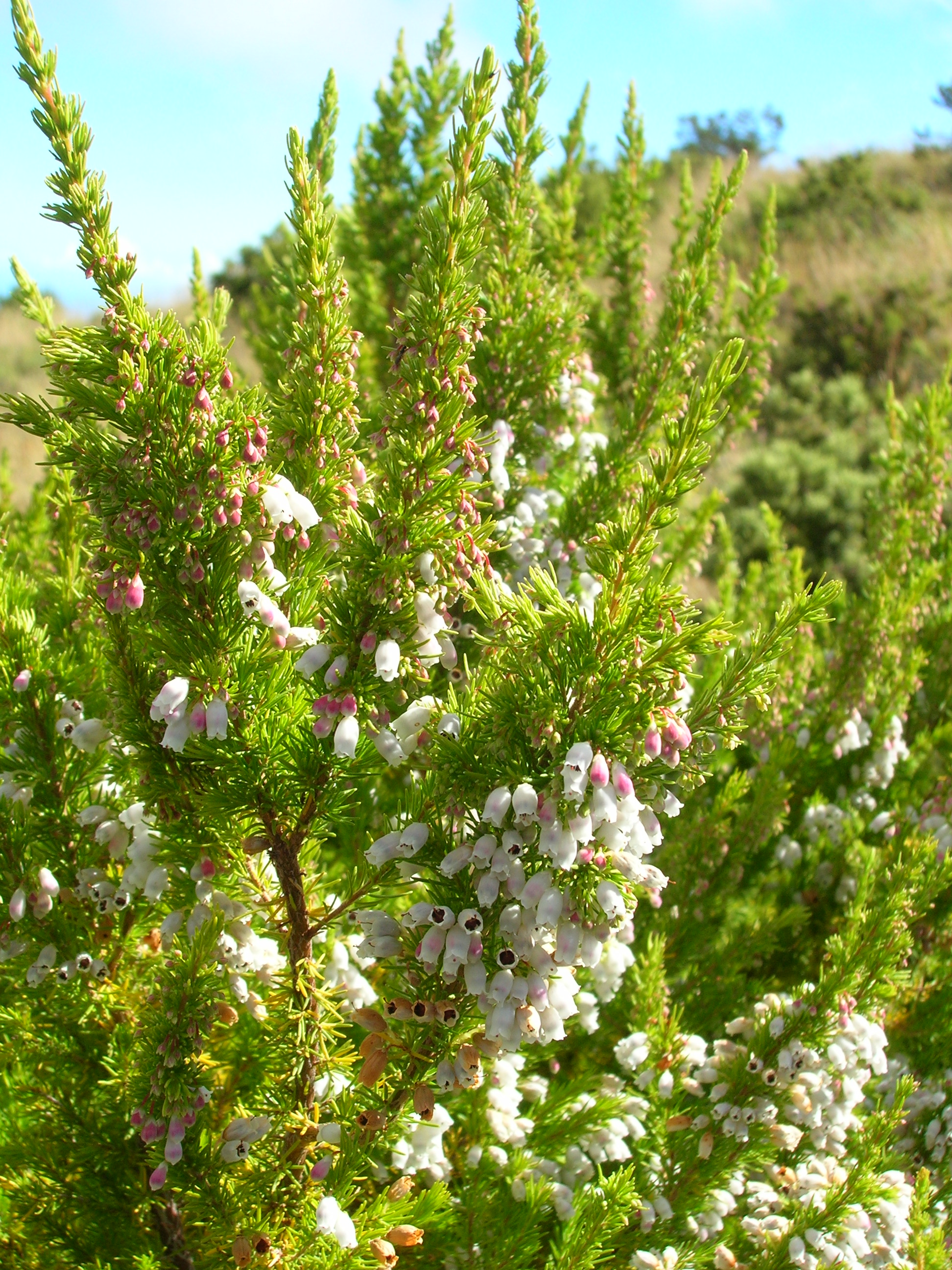
Vista de la planta

## Descripción
Arbusto de hasta 4 m, profusamente ramificado, con ramas densamente pubescentes con pelos lisos. Hojas simples, (2-) 3-4 verticiladas, cortamente pecioladas, lineares, con margen marcadamente curvado por la parte inferior (revolutas), sin pelos. Flores hermafroditas, actinomorfas, tetrámeras, en racimos terminales. Cáliz con sépalos soldados en la base, ovados, aquillados en la mitad superior. Corola de (3,5) 4-5 (5,5) mm, con pétalos soldados, tubulosa, blanco rosada. Androceo con 8 estambres con anteras incluidas y con apéndices basales. Ovario súpero, con estilo largo ligeramente exerto. Fruto en cápsulas de alrededor de 2 mm, con numerosas semillas diminutas.

## Distribución y hábitat
Distribución atlántica. En el occidente de la península ibérica. Se ha naturalizado en las islas británicas, Nueva Zelanda, Australia, California y Hawái donde se ha convertido en especie invasora. Habita en encinares y alcornocales frescos, formaciones ribereñas y barrancos húmedos. Florece y fructifica desde el invierno hasta la primavera.

## Taxonomía
Erica lusitanica, fue descrita por Karl Asmund Rudolphi y publicado en Journal für die Botanik 2(2): 286. 1799[1800].
Etimología
Erica: nombre genérico que deriva del griego antiguo ereíkē (eríkē); latínizado erice, -es f. y erica = "brezo" en general, tanto del género Erica L. como la Calluna vulgaris (L.) Hull, llamada brecina.
lusitanica: epíteto geográfico que alude a su localización en Lusitania.
Sinonimia
- Erica arborea Brot.
- Erica codonodes Lindl.
- Erica polytrichifolia Salisb.
- Ericoides polytrichofolium Kuntze	[4]

## Nombres vernáculos
- Castellano: berezo blanquillo, brezo, brezo albar, brezo blanco (4), brezo blanco lusitano, brezo castellano, brezo macho, brezo portugués.[5] El número entre paréntesis indica el número de especies con el mismo nombre común.